# Ichneumon degeerii
Ichneumon degeerii är en stekelart som beskrevs av Johann Matthäus Bechstein och Georg Ludwig Scharfenberg 1805. Ichneumon degeerii ingår i släktet Ichneumon och familjen brokparasitsteklar. Inga underarter finns listade i Catalogue of Life.